# Magdalena yacente
La Magdalena yacente o Magdalena tendida es una escultura de mármol creada por el escultor veneciano Antonio Canova entre 1819 y 1822. El modelo en yeso de esta obra maestra se conserva en la Gipsoteca canoviana de Possagno.

## Historia
La obra fue encargada en 1819 por Robert Banks Jenkinson, Lord Liverpool, entonces primer ministro británico (de 1812 a 1827), y comprada por el precio de doce mil libras. El modelo en yeso se conserva en la gipsoteca canoviana con la anotación "1819 en el mes de septiembre"; también hay un boceto realizado en arcilla cruda. Realizada entre 1819 y 1822, Canova escribió así sobre ello en una carta a Quatremère de Quincy: «Expuse otro modelo de una segunda Magdalena, tendida en el suelo y desmayada casi por el exceso de dolor de su penitencia: un tema que es muy popular, y que me valió mucha simpatía y elogios muy halagadores." 
Tras el fallecimiento de su propietario, terminó en una subasta en 1852 en Christie's de Londres. Desde entonces desapareció, perdiéndose incluso su atribución al magistral escultor, tras lo cual su memoria cayó en el olvido y se dio por perdida. En 2002, la escultura se vendió en una subasta común de esculturas de jardín, sin atribución: los nuevos propietarios eran una pareja inglesa, que desconocía su valor real.
En 2022, la obra, colocada como elemento decorativo en su jardín privado londinense, fue redescubierta después de 200 años como obra original de Canova. En julio del mismo año fue subastada por Christie's, pero no fue comprada.

## Descripción
Retomando el tema de la Magdalena, habitual de la representación del desnudo, para el prestigioso cliente Canova esculpió a la santa penitente, tendida sobre una roca en actitud abandonada y casi inconsciente. Semidesnuda, solo las piernas de lado y ligeramente flexionadas están cubiertas por una suave tela, enrollada ligeramente alrededor de sus caderas. Está tumbada de espaldas en el suelo en una pose de lánguido abandono, con la cabeza inclinada hacia un lado y la boca entreabierta, casi olvidada de sí misma y en un abandono de sus extremidades descansando a lo largo propio de quien ha perdido todo vigor físico. Apoyada más alta en una elevación rocosa la cabeza, la mirada extasiada y el rostro manchado de lágrimas refuerzan el patetismo de la figura, en la que convergen sensualidad y un fuerte carácter sagrado.